# Black Widow (Marvel)
Black Widow is het alter ego van twee fictieve superspionnen uit de strips van Marvel Comics. De eerste en meest bekende is Natalia Romanova, alias Natasha Romanoff. Zij werd bedacht door Stan Lee, Don Rico en Don Heck in Tales of Suspense #52 (april 1964). In het begin van de 21e eeuw verloor Romanova haar titel tijdelijk aan de jongere Russische spion Yelena Belova.
De Nederlandse stem van Black Widow wordt ingesproken in Meghna Kumar, voorheen was dit Hymke de Vries. 

## Natalia Romanova, alias Natasha Romanoff

### Publicatiegeschiedenis

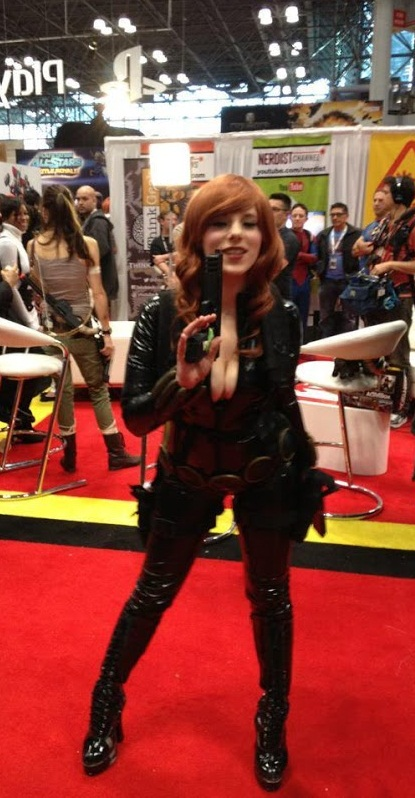
Cosplayer Black Widow (The Avengers). New York Comic con 2012.

De Black Widow verscheen voor het eerst als een niet gekostumeerde Sovjet-spion in de Iron Man verhalen uit Tales of Suspense. Haar overheid gaf haar later haar kostuum en hightechwapens. Uiteindelijk liep ze over naar de Verenigde Staten waar ze een bondgenoot werd van de Avengers. Na een tijdje werd ze zelfs officieel het zestiende lid van dit team.
Black Widow verscheen voor het eerst in haar beroemde strakke zwarte kostuum in The Amazing Spider-Man nr. 86 (juli 1970). Ze kreeg ook haar eigen serie in het stripblad Amazing Adventures nr. 1-8 (augustus 1970 tot september 1971). Deze strip deelde ze met verhalen over de "Inhumans". Onmiddellijk nadat deze serie werd beëindigd werd kreeg ze gastoptredens in de Daredevil strips, en werd ze lid van de Champions. De Champions serie liep slechts 17 delen.
In de jaren 80 en 90 van de 20e eeuw was Black Widow regelmatig lid van de Avengers, en een agente van S.H.I.E.L.D.. Ze had gastoptredens in delen van Solo Avengers, Force Works, Iron Man, Marvel Team-Up, en andere strips.
Black Widow heeft in totaal vier miniseries gehad. De driedelige serie Black Widow (Juni-augustus 1999) introduceerde Romanova’s opvolgster, Captain Yelena Belova. Ze verscheen in haar solo graphic novel Black Widow: The Coldest War (april 1990), en had een gastoptreden in drie andere: Punisher/Black Widow: Spinning Doomsday's Web (december 1992); Daredevil/Black Widow: Abattoir (juli 1993); and Nick Fury/Black Widow: Death Duty (juni 1995).

### Biografie
Natasha werd geboren in Stalingrad (nu Wolgograd).
Ze werd al snel een Sovjetagente en trainde in spionage, vechtsporten en als sluipschutter. Ze had haar eigen arsenaal van high-tech wapens, waaronder een paar energiewapens rond haar polsen die ze haar "Widow's Bite" noemde. De reden dat ze uiteindelijk naar de Verenigde Staten kwam, was onder andere omdat ze verliefd werd op de voormalige superschurk, nu superheld, Hawkeye.
Romanova’s ouders kwamen om bij een brand toen Romanova zelf nog een kind was. Ze werd gered door Ivan Petrovitch, die haar opvoedde als haar surrogaat vader. Hij werd geïntroduceerd in Black Widow’s Amazing Adventures serie. Romanova als kind werd voor het eerst gezien in een flashback in The Uncanny X-Men #268 (Sept. 1990).
In de Black Widow miniserie (november 2004 - april 2005) wordt een ander verhaal over haar jeugd verteld. Hierin wordt vermeld dat ze van jongs af aan was opgevoed door het U.S.S.R.'s "Black Widow Ops" programma. Het is niet bekend of in deze hervertelling Ivan Petrovitch nog steeds wordt gezien als haar surrogaat vader. Ze werd samen met andere jonge wezen opgeleid tot spion en Sovjetagente. Ze werd biotechnologisch en psychotechnologisch versterkt, wat haar ongewoon lange leven verklaart. Ze werd ook van valse herinneringen voorzien om te zorgen dat ze loyaal zou blijven aan de U.S.S.R. Natasha kwam hier na verloop van tijd achter.
Romanova werd eropuit gestuurd om Iron Man te verslaan, maar ze verraadde de U.S.S.R. en vertrok naar de Verenigde Staten. Daar werd ze lid van de Avengers als een gekostumeerde held. Ook werd ze een agente van de internationale organisatie S.H.I.E.L.D., en werkte samen met Daredevil. Ze kreeg ook een relatie met Daredevil, maar toen die relatie stukliep verhuisde ze naar Los Angeles. Daar werd ze de leider van het maar kort bestaande superheldenteam de Champions.
Gedurende de “Civil War” stond ze aan de kant van de helden die voor de registratiewet zijn.

## Yelena Belova

### Publicatiegeschiedenis
Yelena Belova, de tweede moderne Black Widow, was in eerste instantie een Russische spion voor de GRU. Ze debuteerde met een cameo in Inhumans #5 (maart 1999), en werd volledig geïntroduceerd in de Black Widow miniserie uit 1999. Een tweede miniserie met dezelfde naam uit 2001 bevatte ook Natasha Romanoff en Daredevil. Het jaar erop kreeg ze haar eigen driedelige miniserie.

### Biografie
Belova is een spionne en huurmoordenaar die getraind was door dezelfde mensen die Natasha Romanova trainden. Omdat ze al Romanova’s testresultaten overtrof werd zijn benoemd tot de nieuwe Black Widow. Ze bevocht Romanova voor de titel. Het gevecht eindigde onbeslist, en tijdens latere confrontaties tussen de twee twijfelde Belova aan haarzelf. Ze trok zich uiteindelijk terug op Cuba, waar ze een succesvolle zakenvrouw en model werd.
Ze werd teruggelokt naar de Verenigde Staten door S.H.I.E.L.D., en raakte betrokken bij de winning van het metaal vibranium in het Antarctiaanse Savage Land. Ze overleefde hier maar net een aanval van de mutant Sauron, waarna ze van de terroristische organisatie HYDRA het aanbod kreeg om wraak te nemen op S.H.I.E.L.D. en de Avengers.
Belova werd genetische veranderd door HYDRA, en kon nu de krachten van alle Avengers kopiëren. Ze werd uiteindelijk verslagen door een combinatie van Tony Stark’s 49 Iron Man pantsers en de Sentry's gebruik van zijn Void persoonlijkheid. Toen ze was verslagen, doodde HYDRA haar met een zelfvernietigingmechanisme dat bij haar was ingeplaatst.

## Alternatieve versies

### 1602
In Marvel 1602, een wereld waarin de superhelden honderden jaren eerder begonnen te verschijnen, is Natasha een spion die bekendstaat als de "gevaarlijkste vrouw in Europa". Ze is eerst een bondgenoot van Matthew Murdoch (Daredevil's 1602 tegenhangert), maar verraadt hem later en sluit zich aan bij Count Otto Von Doom.

### Ultimate Black Widow
De Ultimate Marvel versie van Black Widow (Natascha Romanova) is een lid van de Ultimates, de Ultimate Marvel versie van de Avengers. Ze maakte haar debuut in Ultimate Marvel Team-Up #14 (juni 2002) in een verhaal geschreven door Brian Michael Bendis. Daarna werd ze een van de hoofdpersonages in de The Ultimates serie geschreven door Mark Millar en getekend door Bryan Hitch.
In deze continïteit is Natasha een voormalige KGB spionne en huurmoordenares. Ze was oorspronkelijk lid van het geheime Ultimates team ("black ops"), maar kreeg later een publieke status. Ze lijkt genetische of cybernetische versterkingen te hebben waardoor ze sterker is dan de gemiddelde mens. Ze bleek later de verrader te zijn die de identiteit van de Hulk bekendmaakte, Thor en Captain America vals liet beschuldigen en de Liberators hielp bij hun invasie in Amerika.

### The Avengers: United They Stand
Natasha Romanoff/Black Widow verscheen in de stripserie The Avengers: United They Stand, gebaseerd op de gelijknamige animatieserie. In deel 2 helpt ze de Avengers door HYDRA te bespioneren. In deel 5 helpen de Avengers haar om haar man te redden van de AIM.

## In andere media

### Marvel Cinematic Universe
Sinds 2010 verschijnt het personage in het Marvel Cinematic Universe en wordt vertolkt door Scarlett Johansson. Black Widow, beter bekend als Natasha Romanoff / Natalia Romanova, is een huurmoordenaar en spion in dienst van Nick Fury en zijn organisatie S.H.I.E.L.D.. Daarnaast werkt zij voor zichzelf. Ze gaat undercover werken voor Tony Stark om uit te zoeken of hij geschikt zou zijn voor de superheldengroep de Avengers. Wanneer Tony tussendoor te maken krijgt met schurk Whiplash, biedt Black Widow hem de helpende hand en weten ze hem te verslaan.  
Als niet veel later de wereld wordt aangevallen door Loki en de Chitauri, wordt door Nick Fury de superheldengroep de Avengers officieel in het leven geroepen. Naast Black Widow maken ook Hawkeye, Hulk, Iron Man, Thor en Captain America deel uit van deze groep. Zodra de wereld is gered, worden Nick Fury en Captain America verraden door een HYDRA-medewerker die de organisatie S.H.I.E.L.D. is geïnfiltreerd. Black Widow biedt Captain America een helpende hand waardoor ze ook een gezochte crimineel wordt. De twee duiken onder en weten later de gemene plannen van de HYDRA-leider naar buiten te brengen waardoor de twee vrijuit gaan. 
Niet veel later komt superschurk Ultron opdagen waar Black Widow en de Avengers weer tegen strijden. Black Widow wordt door Ultron ontvoerd maar weet door hulp van Bruce Banner, waar ze op het moment mee flirt, vrij gelaten. Bruce verandert vervolgens in de Hulk en gaat samen met Black Widow het strijdveld op. Uiteindelijk weten de Avengers van Ultron te winnen. Door de vele doden in Sokovia wil de regering het Sokovia akkoord in het leven roepen, zodat de Avengers alleen opgeroepen worden door de regering en niet meer uit zichzelf mogen werken. Captain America en Iron Man raken het hierover oneens en er vormen twee groepen superhelden die tegen elkaar strijden, Black Widow steunt Iron Man. Wanneer ze halverwege de strijd zich bedenkt en Captain America niet gevangen neemt, maar hem vrijuit laat gaan, wordt zij ook een gezochte crimineel en duikt ze later onder met Captain America en Falcon. Wanneer Proxima Midnight en Corvus Glaive naar de aarde komen en Scarlet Witch en Vision aanvallen, komen Black Widow, Captain America en Falcon hen te hulp schieten en de twee schurken trekken zich terug. Ze besluiten met z'n allen naar Black Panther in Wakanda te gaan om daar Vision en zijn Infinity Stone te beschermen. Niet veel later komen hier Proxima Midnight, Corvus Glaive, Cull Obsidian van de Black Order met een leger die Wakanda aanvallen. Black Widow en de Avengers gaan de strijd met hen aan en weten de Black Order te doden. Wanneer Thanos op de aarde komt verslaat hij de Avengers en roeit hij het halve universum uit door middel van de Infinity Gauntlet. In Avengers: Endgame proberen de overgebleven Avengers terug te gaan in de tijd om de Infinity Stones eerder te verzamelen dan Thanos en daardoor zijn zaken ongedaan te maken, waardoor alle overledenen terug komen. Black Widow reist samen met Hawkeye, Nebula en War Machine naar de planeet Morag waarna zij samen met Hawkeye door reist naar de verlaten planeet Vormir. Op Vormir komt Red Skull (The Stonekeeper) tevoorschijn en vertelt dat ze de soul stone alleen kunnen bemachtigen als ze een geliefde van de klif gooien. Black Widow en Hawkeye belanden in een discussie wie er zich op moet opofferen, want beide willen de andere besparen. Dit mond uiteindelijk uit in een gevecht tussen de twee, omdat ze elkaar proberen tegen te houden, zodat ze zelf van de klif hun dood tegemoet kunnen springen. Hawkeye springt uiteindelijk van de klif, maar Black Widow weet op het laatste moment hem met een touw aan de klif vast te schieten en springt zelf. Hawkeye houdt Black Widow aan haar arm vast. Wanneer Black Widow smeekt om haar los te laten, doet Hawkeye het niet, dus duwt Black Widow zichzelf naar beneden. Hier valt Black Widow haar dood tegemoet, maar dankzij haar opoffering krijgt Hawkeye de 'Soul Stone' en weten de Avengers uiteindelijk de daden van Thanos ongedaan te maken. Black Widow is onder andere in de volgende films en serie te zien:  
- Iron Man 2 (2010)
- The Avengers (2012)
- Captain America: The Winter Soldier (2014)
- Avengers: Age of Ultron (2015)
- Captain America: Civil War (2016)
- Thor: Ragnarok (2017) (videobeelden)
- Avengers: Infinity War (2018)
- Captain Marvel (2019) (post-credit scene)
- Avengers: Endgame (2019)
- Black Widow (2021)
- What If...? (2021-2023) (stem ingesproken door Lake Bell) (Disney+)

Op 6 mei 2016 maakte Kevin Feige bekend plannen te hebben om een Black Widow-film te maken waarin Scarlett Johansson hoogstwaarschijnlijk de rol op zich zal nemen.
Een alternatieve versie van Black Widow in de animatieserie What if...? op Disney+ werd ingesproken door Lake Bell.

### Computerspelen
- Black Widow verscheen als NPC in het Punisher videospel uit 2005.
- Black Widow is een bespeelbaar personage in de PlayStation Portable (PSP) versie van het spel Marvel: Ultimate Alliance. In de andere versies van dit spel is ze een NPC. Ze lijkt hierin te werken voor S.H.I.E.L.D. Ook de tweede Black Widow, Yelena, doet in dit spel mee, als tweede kostuum voor Black Widow.
- Sinds 2014 is er een verzamelfiguur van het personage Black Widow voor het computerspel Disney Infinity. Zodra deze figuur op een speciale plaats wordt gezet, verschijnt het personage online in het spel. Hiervoor wordt de Nederlandse stem ingesproken door Meghna Kumar.

### Animatie
- De Ultimate versie van Black Widow verscheen in de animatiefilm Ultimate Avengers, waarin haar stem werd gedaan door Olivia D'Abo. Ze deed ook mee in de sequel Ultimate Avengers 2.
- In de animatieserie The Avengers: Earth's Mightiest Heroes verscheen  ze in beide seizoenen, waarin ze, met Hawkeye als partner, een agente was van SHIELD was. In de aflevering Hulk vs the World ontdekte Hawkeye dat ze een spion was van Hydra, maar door valse beschuldigingen kwam hij terecht in de gevangenis. In de twintigste aflevering werd bekend dat dit niet zo was, maar dat ze in opdracht van SHIELD Hydra bespioneerde.